# Santo Domingo de Silos (Espagne)
Pour les articles homonymes, voir Santo Domingo et Santo Domingo de Silos.
Santo Domingo de Silos est une commune d'Espagne dans la communauté autonome de Castille-et-León, province de Burgos. Elle s'étend sur 78 km2 et comptait environ 261 habitants en 2023.
La commune comprend, outre la ville du même nom, les villages de Hinojar de Cervera, Hortezuelos et Peñacoba.

## Patrimoine
- Abbaye Saint-Dominique de Silos : située sur le territoire de la commune, certains chercheurs suggèrent qu'elle est liée à l'histoire de Rodrigo Díaz de Vivar (dit le Cid), car celui-ci et son épouse Jimena ont fait don de certains de leurs biens au premier monastère, dont le cloître était encore en construction en 1081, l'année où le Cid a été banni. Cloître qui est l'un des chefs-d'œuvre de l'architecture romane espagnole. Sur le plan touristique, la commune forme le "Triangle de l'Arlanza" avec les villes voisines de Lerma et Covarrubias, et se trouve sur le "Camino del Cid" (Chemin du Cid).

- Cimetière de Sad Hill : lieu de tournage et décor cinématographique du film Le Bon, la Brute et le Truand reconstitué en 2015 sur le site originel dans le Valle de Mirandilla.